# L'angelo ferito
L'angelo ferito (in finlandese: Haavoittunut enkeli) è un dipinto simbolista a olio su tela (127 × 154 cm) realizzato nel 1903 da Hugo Simberg. È conservato nell'Ateneum di Helsinki.

## Descrizione
L'opera ci mostra una giovane e delicata fanciulla nelle sembianze di un piccolo angelo che stringe in mano un mazzolino di bucaneve, simbolo universale di purezza e di rinascita. La testa della creatura è vistosamente bendata e nelle sue ali si intravedono pallide tracce di sangue. Si trattiene a una sorta di barella trasportata da due bambini che sembrano alquanto seri, assorti e piuttosto tristi. L'atmosfera è cupa e solitaria. Il bambino a destra guarda direttamente negli occhi, con un'espressione indecifrabile, chi sta osservando il quadro.
Simberg si rifiutò sempre di dare spiegazioni sul significato dell'opera dicendo che voleva "lasciare libero" l'osservatore e non condizionarne le emozioni. Quando, nel 1905, Simberg ebbe l'incarico di decorare la cattedrale di Tampere, in uno dei suoi affreschi rappresentò una versione ingrandita de L'angelo ferito.

## L'opera nella cultura di massa
- Il quadro, molto famoso, è diventato con il tempo una sorta di icona nazionale della cultura finlandese.
- Nel 2007 si sono ispirati a quest'opera i Nightwish nel loro video Amaranth e gli Uniklubi nel loro video Luotisade.
- L'opera viene mostrata anche nel film Calamari Union del finnico Aki Kaurismäki.